# Polícia de ciclo completo
Polícia de ciclo completo ou ciclo completo de polícia consiste na atribuição à mesma corporação policial  das atividades repressivas de polícia judiciária ou investigação criminal e da prevenção aos delitos e manutenção da ordem pública realizadas pela presença ostensiva uniformizada dos policiais nas ruas.
Essas atribuições conjuntas são executadas de forma descentralizada por repartições policiais, em geral, as delegacias de polícia (ou órgãos equivalentes dos diversos países), que se constituem nas responsáveis pelo controle da incidência criminal de determinadas áreas geográficas.
É a modalidade adotada em quase todos os países, constituindo, entretanto, exceções  Brasil, Cabo Verde e Guiné-Bissau.
No Brasil é a Constituição Federal, que nos parágrafos 4º e 5° do inciso IV, do artigo 144, dispõe sobre duas corporações policiais estaduais de ciclo incompleto, prevendo o exercício da polícia judiciária pelas polícias civis e a função de polícia ostensiva e preservação da ordem pública para as polícias militares. Nessas condições, ambas atuam de forma isolada tendo como único contato o momento da apresentação, pelos policiais militares, dos presos em flagrante nas delegacias da Polícia Civil para as providências de polícia judiciária cabíveis.
Alguns países como Portugal, Chile e México, além de contarem com instituições policiais de ciclo completo, possuem corporações de polícia judiciária independentes (de ciclo incompleto), com competência restrita e especializada para a investigação de infrações penais mais graves.